# راوازد
راوازد (به مجاری:  Ravazd) یک شهرداری در مجارستان است که در ناحیه پانون‌هالما واقع شده‌است. راوازد ۲۸٫۵۴ کیلومتر مربع مساحت و ۱٬۲۱۶ نفر جمعیت دارد.